# Gerakári (Réthymnon)
Pour les articles homonymes, voir Gerakári.
Gerakári, en grec moderne : Γερακάρι, est un village de montagne du dème d'Amári, dans le district régional de Réthymnon de la Crète, en Grèce. Selon le recensement de 2011, la population de Gerakári compte 309 habitants.
Le village est situé à une distance de 41 km au sud-est de Réthymnon, à une altitude de 680 mètres, au pied du mont Kédros.

## Recensements de la population
| Recensements | 1900 | 1928 | 1940 | 1951 | 1961 | 1971 | 1981 | 1991 | 2001 | 2011 |
| ------------ | ---- | ---- | ---- | ---- | ---- | ---- | ---- | ---- | ---- | ---- |
| Population   | 414  | 531  | 648  | 558  | 542  | 410  | 365  | 377  | /    | 309  |

## Source de la traduction
- (el) Cet article est partiellement ou en totalité issu de l’article de Wikipédia en grec moderne intitulé « Γερακάρι Ρεθύμνης » (voir la liste des auteurs).